# Санторо, Рубенс
Ру́бенс Санто́ро (итал. Rubens Santoro; 26 октября 1859, Монграссано, Королевство Обеих Сицилий — 30 декабря 1941, Неаполь, Королевство Италия) — итальянский живописец, писавший картины в стиле академизма.

## Биография

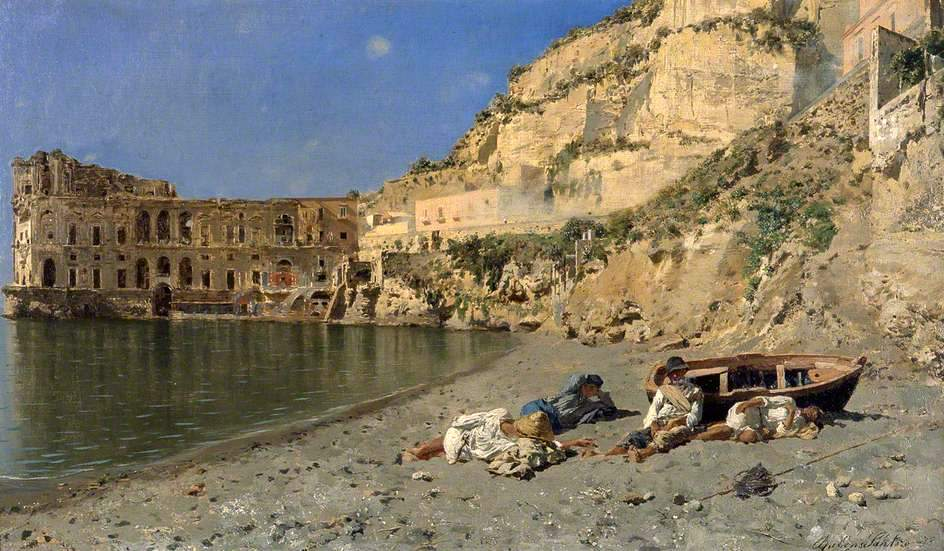
«Полуденный отдых под солнцем» (1878). Холст, масло. Художественная галерея, Манчестер

Родился в Монграссано в Калабрии 26 октября 1859 года. Отец его был скульптором и назвал сына в честь нидерландского живописца Питера Пауля Рубенса. Художник Франческо Раффаэлло Санторо приходился ему двоюродным братом. В 1869—1870 году, вместе с семьёй, переехал в Неаполь. Сначала думал посвятить себя литературному творчеству, но увлечение живописью взяло вверх, и Санторо предпринял попытку поступить в Академию изящных искусств в Неаполе. Юного художника поддержали живописцы Доменико Морелли и Помпео Марино Мольменти. Представленная в 1874 году им работа называлась «Смеющаяся девочка» и была выполнена в стиле жанровой живописи. Её у него приобрёл Доменико Морелли. После недолгого обучения в академии, Санторо, на пленэре в Гранателло, познакомился с живописцем Мариа Фортуни, который высоко оценил его талант и посоветовал развивать его самостоятельно.
Художник выставлялся не только на родине, но и за рубежом. Его работы, в основном пейзажи и ведуты, пользовались успехом у публики и критики. Санторо участвовал на выставках 1877 года в Неаполе, 1880 года в Турине, 1883 года в Венеции, где удостоился аудиенции у королевы Маргариты. А на выставке 1885 года в Монце он удостоился аудиенции у самого короля Умберто I с членами монаршей фамилии. Санторо отличался большим трудолюбием и много работал на пленэре. Во время длительных рабочих поездок, он развлекал себя игрой на мандолине. Созданные им пейзажи вдохновлены природой Кампании, особенно побережьем Амальфи, а ведуты — видами Неаполя и Венеции. Некоторые из его полотен были приобретены известными частными коллекционерами Адольфом Гупилем и Изабеллой Стюард-Гарднер. На рубеже веков художник предпринял поездку в Париж и Лондон. Картины Санторо, ещё при жизни автора, выставлялись на выставках в Париже, Санкт-Петербурге, Буэнос-Айресе, Чикаго и Барселоне. На выставке в Барселоне в 1911 году его работа «Верона» была удостоена серебряной медали.
Он активно сотрудничал с Обществом продвижения изящных искусств в Неаполе, участвуя в его выставках. Художник получил звание почётного профессора Академии изящных искусств, в которой когда-то недолго учился. Умер в Неаполе 30 декабря 1941 года.